# 符那南
符那南（？—1470年），广东琼州府儋州七方峒（今海南省白沙黎族自治县七坊镇）人，明朝中期民变领袖、黎民首领。
符那南本为儋州七方峒土官。符那南与土舍王赋结仇，王赋侵占符那南的领地，并将其赶走，引发黎民各部的仇恨。明成化五年（1469年），王赋前往临高，符那南乘机返回七方峒，率众截杀，王赋败走河洛铺驻扎。符那南的势力迅速发展，遂自称“南王”，率众起事，波及整个儋州。十一月，都指挥王琏率军攻打起义军，符那南依靠险阻屡败明军，相持月余。后来，明军乘雨夜夹攻，于十二月攻破上下多那山口寨，符那南败走。次年（1470年）正月，符那南在落贺峒再战明军，失败。三月，符那南被俘。余部姜花峒土舍符英继续坚持反明活动。明军平乱后，符那南之侄符那月统辖七方峒，并履行官府摊派的徭役，为弘治十四年（1501年）的符南蛇（符那南后裔）起义埋下伏笔。